# Bethlehem Steel

Das Logo des Produzenten

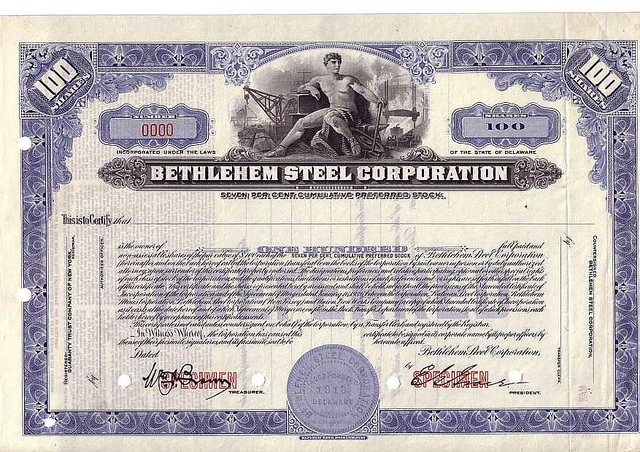
Specimen einer Bethlehem Steel Aktie

Die Bethlehem Steel Corporation, abgekürzt Bethlehem Steel, mit Stammsitz in Bethlehem, Pennsylvania und letztem juristischen Sitz in Wilmington, Delaware war nach der US Steel aus Pittsburgh der zweitgrößte Stahlproduzent in den USA. Nach ihrem Bankrott 2001 wurde die Gesellschaft aufgelöst und die verbliebenen Vermögenswerte 2003 an die International Steel Group verkauft, die heute zur ArcelorMittal gehört. Während seiner aktiven Zeit war Bethlehem Steel auch eines der größten Schiffbauunternehmen und eines der größten konventionellen Rüstungsunternehmen der Welt.
Der Niedergang von Bethlehem Steel wird häufig als prominentes Beispiel für die Abkehr der US-Wirtschaft von industrieller Fertigung und ihre Unfähigkeit, im Wettbewerb mit billiger ausländischer Arbeitskraft zu bestehen, zitiert.

## Gründung
Das Unternehmen eröffnete am 8. April 1857 als Saucona Iron Works in South Bethlehem, Pennsylvania. Am 1. Mai 1861 änderte es seinen Namen in Bethlehem Iron Works. Zunächst wurden Eisenbahnschienen und Panzerplatten für die United States Navy produziert. 1899 wurde die Bethlehem Steel Company übernommen; mit dieser wurde 1904 die Bethlehem Steel Corporation gebildet.
1904 kam Charles M. Schwab, ein früherer Präsident von US Steel, der zuvor auch bei Carnegie Steel Company tätig war, zu Bethlehem Steel und bildete zusammen mit Joseph Wharton das Board of Directors, in dem Schwab die Funktion des Präsidenten und Chairmans übernahm. Bethlehem Steel stieg durch die Installation der revolutionären grauen Walzstraße und die Produktion von Breitflanschträgern, die erstmals in Amerika produziert wurden, zu großer Prominenz in der amerikanischen Industrie auf. Sie wurden hauptsächlich in der Bauindustrie verwendet, die mit dem Aufkommen von Wolkenkratzern Bethlehem Steel schnell die Rolle des führenden Lieferanten für die Bauindustrie gab. Die heute weltweit verbreitete Produktionsmethode für gehärteten Werkzeugstahl wurde bei Bethlehem Steel erfunden und auf der EMO 1900 der Öffentlichkeit präsentiert.
Anfang des 20. Jahrhunderts erwarb der Konzern Eisenerzbergwerke auf Kuba und in Chile sowie Werften überall in den USA. 1913 akquirierte Bethlehem Steel die Fore River Shipbuilding Company aus Quincy, Massachusetts, wodurch es die Rolle des weltführenden Schiffbauers übernahm.
1916 wurde Eugene Grace Präsident des Unternehmens, das er bis 1960 leitete. In den 1920er Jahren wurde eine Reihe weiterer Stahlproduzenten übernommen, und Bethlehem Steel produzierte Baumaterial für zahlreiche bedeutende Gebäude, wie z. B. das Rockefeller Center und den Madison Square Garden in New York City oder die Golden Gate Bridge in San Francisco. Für die Öffentlichkeitsarbeit von Bethlehem Steel wirkte einige Zeit Ivy Lee.

## Der Stahl für die US-Streitkräfte

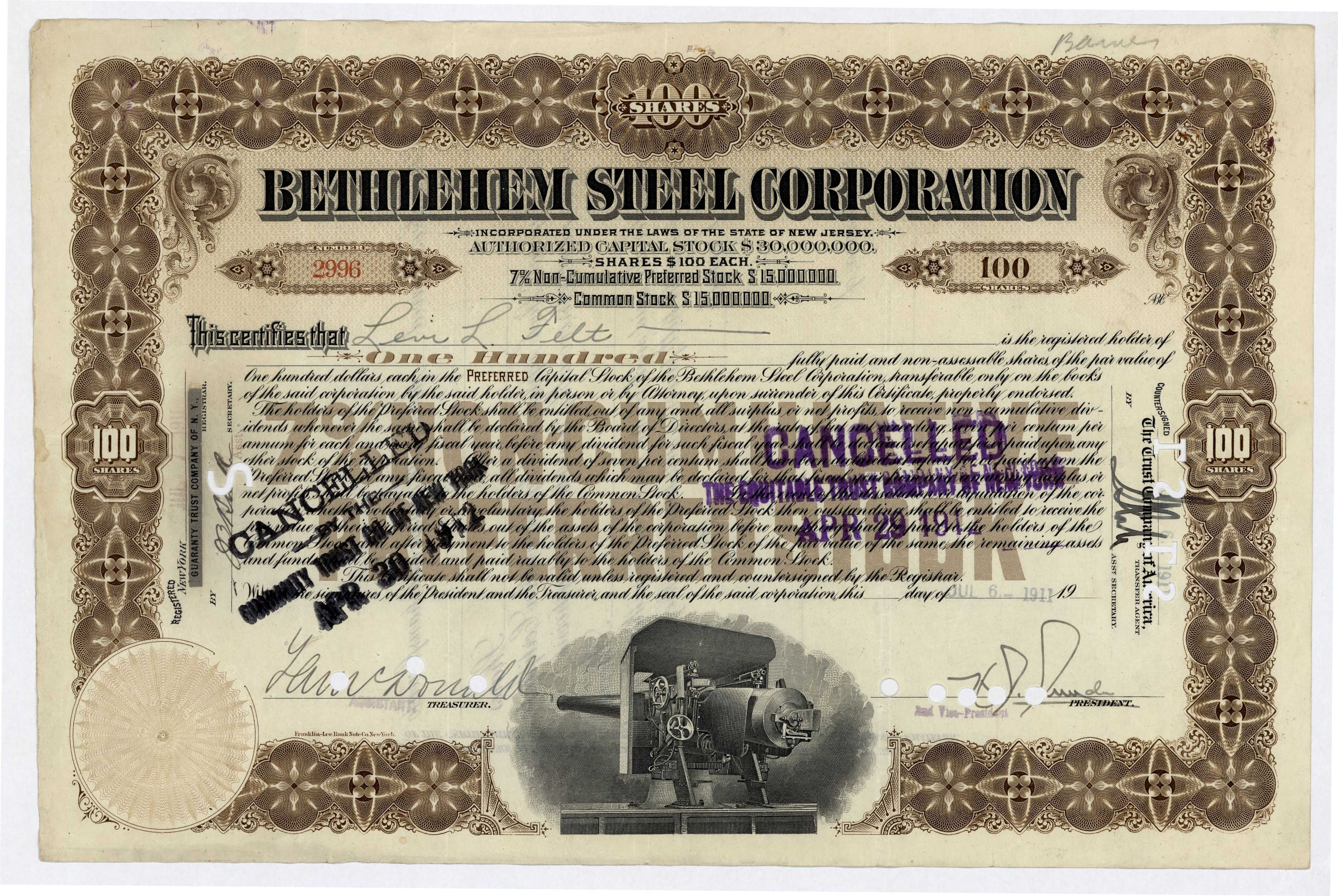
Vorzugsaktie der Bethlehem Steel Corp. mit Abbildung eines Schiffsgeschützes

Während des Ersten und Zweiten Weltkriegs war Bethlehem Steel Hauptlieferant für Panzerplatten und Geschütze der US-Streitkräfte.
Während des Zweiten Weltkriegs produzierten 180.000 von insgesamt 300.000 Mitarbeitern in Werften der Bethlehem Shipbuilding Corporation insgesamt 1.121 Schiffe, mehr als jeder andere Schiffbauer in dieser Zeit. Nach dem Krieg wurde eine breite Palette von Profilstählen und Schmiedestählen für die Bauwirtschaft und das Militär, für die Energieerzeugung und andere Stahlproduzenten produziert. Die Zahl der Beschäftigten sank bis 1964 auf 121.000.
Der Höhepunkt der Stahlproduktion wurde in den 1950er Jahren mit etwa 23 Mio. Tonnen jährlich erreicht. Arthur B. Homer war 1958 als Präsident von Bethlehem Steel der höchstbezahlte Manager in den USA; unter seiner Regie wurde zwischen 1962 und 1964 die größte Fabrik in Burns Harbor, Indiana errichtet.

## Im Wettbewerb mit ausländischen Konkurrenten
Mitte der 1980er Jahre begann der Markt für die Profilstähle des Unternehmens zu verschwinden. Immer mehr Stahlprodukte, z. B. im Brücken- und Schiffbau, die zuvor aus Profilstählen hergestellt wurden, konnten jetzt aus preiswerterem Flachstahl gefertigt werden. Neue Wettbewerber traten auf den Markt. Leichtere, niedrigere Baustile, aus denen weniger hohe Gebäude resultierten, die nicht die massiven Profilstähle benötigten, zwangen Bethlehem Steel, seine Fabrik am Hauptstandort Bethlehem Ende 1995 aufzugeben. Nach ca. 140 Jahren Metallerzeugung stellte Bethlehem Steel in Bethlehem seine Produktion ein.
In den 1980er Jahren setzte der Import billigeren ausländischen Stahls ein, der Bethlehem Steels Anteil am amerikanischen Stahlmarkt sinken ließ. 1982 erzielte das Unternehmen einen Verlust von US$ 1,5 Mrd. und sah sich zur Aufgabe vieler Geschäftszweige gezwungen. 1988 konnte kurzfristig Gewinn erzielt werden. In den 1980er und 1990er Jahren wurde der Umbau des Unternehmens fortgesetzt und weitere Produktionen stillgelegt. 1990 erzielte Bethlehem Steel mit 29.600 Beschäftigten einen Umsatz von US$ 4,93 Mrd.

## Schließung und Bankrott
Mit der Schließung seiner lokalen Betriebe und seinem daraus resultierenden extremen Einfluss auf die Region Lehigh Valley entschied sich Bethlehem Steel, die South Side von Bethlehem zu revitalisieren und warb externe Berater an, die Konzepte zur Wiedernutzung des riesigen Geländes entwickeln sollten. Konsens war die Umbenennung einer Fläche von 660.000 m² in Bethlehem Works, um sie für Kultur, Erholung, Bildung, Unterhaltung und Einzelhandel zu entwickeln. Das National Museum of Industrial History zusammen mit der Smithsonian Institution und dem Bethlehem-Handelscenter, bestehend aus 6,5 km² früheren Industriebesitzes, wurden an dieser Stelle errichtet.
2001 ging Bethlehem Steel formell endgültig bankrott. Zwei Jahre später wurden die Überreste einschließlich der sechs ausgedehnten Fabriken von der International Steel Group erworben. Dieses Unternehmen wurde 2005 von Mittal übernommen. Durch die Fusion von Mittal und Arcelor 2006 gehören die verbliebenen Stahlwerke heute zu ArcelorMittal.

## Trivia
Die frühere amerikanische Band Grant Lee Buffalo widmete der Firma auf ihrem 1996 erschienenen Album „Copperopolis“ einen gleichnamigen Song.